# 伊格納西奧·戈麥斯
伊格納西奧·戈麥斯（西班牙語：Ignacio Gómez，1962年—），又名納喬（西班牙語：Nacho），是一位因報道有組織犯罪、腐敗和準軍事部隊而聞名的哥倫比亞記者。於2000年，他獲頒尼曼奖学金和國際特赦組織媒體獎的“威脅下的人權新聞特別獎”。2002年獲頒国际新闻自由奖。

## 背景
戈麥斯於24歲時在波哥大日報《旁觀者報》（El Espectador）開始了他的記者生涯。當時，該日報的總編輯是戈麥斯的英雄，吉列爾莫·卡諾·伊薩薩。於1986年12月17日，在戈麥斯開始工作幾個星期後，卡諾因報道巴勃羅·埃斯科瓦爾和其他毒梟的行動而被刺殺。在20世紀80年代和90年代期間，哥倫比亞是世上記者死亡率最高的國家。在接下來的14年裡，至少有10個《旁觀者報》記者被殺。戈麥斯後來指出在《旁觀者報》工作的情形「猶如將你的脖子綁在你的墓碑上」。

## 報道
在20世紀80年代後期，戈麥斯接手卡諾的工作，積極調查巴勃羅·埃斯科瓦爾與哥倫比亞政府的聯繫。期間，他發佈了一份毒梟們在麦德林的物業列表。他亦擴大了他的報道範圍，並覆蓋了關於極右派準軍事部隊的衝突。於1988年9月，《旁觀者報》的辦工室遭到燃燒彈攻擊，戈麥斯因此被迫逃離哥倫比亞。戈麥斯後來發現這次燃燒彈攻擊事件是與他的報道有關。
於1996年，戈麥斯與別人創辦了新聞自由基金會（FLIP），旨在保護安全受到威脅的記者。直到2001年，他還擔任該基金會的執行董事。
戈麥斯最有名的報道，是關於1997年7月馬皮里潘大屠殺的新聞。當時，哥倫比亞軍隊勾結聯合哥倫比亞自衛隊在馬皮里潘殺死了49名居民，因為他們被懷疑是游擊隊成員。當戈麥斯於2000年2月揭發哥倫比亞軍隊的勾當後，他在接下來的2個月便收到了56次恐嚇。同年5月24日，一群男子試圖在戈麥斯乘計程車時綁架他，但他最終成功逃脫。翌日，戈麥斯的同事吉內絲·貝多亞·利馬被綁架、折磨和強姦。綁架者還告訴她「我們計劃將戈麥斯切成小塊」。國際特赦組織亦表示他們關注他的人身安全，並將他的案例稱為「越來越多哥倫比亞記者受到恐怖活動威脅的一個明顯的例子」。
於2000年6月1日，戈麥斯離開了哥倫比亞，並暫居美國馬薩諸塞州。在接著的一年裡，他獲得了哈佛大學尼曼奖学金，並成為大學的同系。在2001年年底，他回到哥倫比亞，並成為了電視新聞節目《新聞中心》（Noticias Uno）的調查主任。但在報道總統候選人阿尔瓦罗·乌里韦·贝莱斯（後來成為總統）和販毒集團麥德林卡特爾之間的聯繫後，戈麥斯再次成為死亡威脅的目標。
於2011年5月24日，竊賊試圖強行進入戈麥斯的家裡。這些竊賊的設備精良，因此戈麥斯認為他們是行政安全部派來的。

## 獎項及表彰
於2000年，戈麥斯獲國際特赦組織頒發“威脅下的人權新聞特別獎”。翌年，他獲哈佛大學頒發尼曼奖学金。
於2002年，戈麥斯獲保護記者委員會頒發国际新闻自由奖。該獎項旨在表彰「面對攻擊、威脅或監禁時，仍然願意捍衞新聞自由的人」。在頒獎典禮中，保護記者委員會稱讚戈麥斯的「展現了真理和自由」。而於2010年，戈麥斯創辦的新聞自由基金會獲密蘇里新聞學院頒發密蘇里榮譽獎章。